# Ксенжино
Ксенжино (пол. Księżyno) — село в Польщі, у гміні Юхновець-Косьцельний Білостоцького повіту Підляського воєводства.
Населення — 824 особи (2011).
У 1975-1998 роках село належало до Білостоцького воєводства.

## Демографія
Демографічна структура станом на 31 березня 2011 року:
|          | Загалом | Допрацездатний вік | Працездатний вік | Постпрацездатний вік |
| -------- | ------- | ------------------ | ---------------- | -------------------- |
| Чоловіки | 429     | 102                | 296              | 31                   |
| Жінки    | 395     | 85                 | 252              | 58                   |
| Разом    | 824     | 187                | 548              | 89                   |